# Friedrich Kohlrausch (pedagogista)
Heinrich Friedrich Theodor Kohlrausch (Landolfshausen, 5 novembre 1780 – Hannover, 30 gennaio 1867) è stato uno storico e pedagogista tedesco.
Era il padre del fisico Rudolf Kohlrausch (1809-1858) e del chirurgo Otto Kohlrausch (1811-1854).

## Biografia
Nacque a Landolfshausen. Studiò presso l'università di Gottinga, poi continuò la sua formazione presso le università di Berlino, Kiel e Heidelberg. Fu poi insegnante a Barmen (dal 1810), Düsseldorf (dal 1814) e Münster (dal 1818).
Nel 1830 fu nominato Generalschuldirektor (direttore generale delle scuole) dal governo reale di Hannover. In questo ruolo introdusse diverse riforme amministrative e per il curriculum, e ha sottolineato l'importanza di argomenti quali le scienze naturali, la storia e la ginnastica.

## Opere
Kohlrausch ha pubblicato diversi libri di testo, tra cui il 1816 Die deutsche Geschichte für Schule und Haus, opera pubblicata in quindici edizioni. 
Altri scritti associati a Kohlrausch sono:
- Die Geschichte und Lehre der Heiligen Schrift (1811).
- Chronologischer Abriss der Weltgeschichte (15ª edizione, 1861).
- Kurze Darstellung der deutschen Geschichte (15ª edizione, 1894).